# 吉永則雄
吉永 則雄（よしなが のりお、1978年11月25日 - ）は、大阪府出身のボートレーサー。

## 来歴
88期訓練生としてやまと競艇学校に入学し、リーグ戦（勝率8.31）をトップの成績で卒業した。

卒業後、2001年5月11日地元住之江競艇場にて開催された「第37回ダイナミック敢闘旗」の2Rでデビューする。結果は、6コースからコンマ46のスタートを放ち3着であった。

2001年5月31日、浜名湖競艇場にて開催された「一般競走」の2Rで、5コースからまくりをきめて初勝利する。

2002年5月13日、平和島競艇場にて開催された「一般競走」で、初めて優勝戦に進出をする。優勝戦は5コースからまくり差しをきめて勝利し、初優出から一気に初優勝を果たした。

2004年2月6日、尼崎競艇場にて開催された「第47回GI近畿地区選手権」の1Rで、4コースからまくりをきめてGI初勝利する。この年、新人としての活躍が認められ日本モーターボート競走会の最優秀新人賞（2004年度）を受賞した。

2005年6月16日、住之江競艇場にて開催された「GIダイヤモンドカップ」で、GI優勝戦に初めて進出をする。結果は6コースから6着であった。

2006年8月6日、常滑競艇場にて開催された「新鋭リーグ第14戦 GIII若獅子杯」で、イン逃げをきめてGIII初優勝。

## エピソード
- 同期に三井所尊春、谷津幸宏、細川裕子らがいる。